# Tour della nazionale maschile di rugby a 15 del Galles 1980
Il Tour della Nazionale di rugby a 15 del Galles 1980 fu una serie di incontri di rugby a 15 disputata da una selezione gallese in Nordamerica nel 1980.
I migliori giocatori gallesi erano impegnati con i "British and Irish Lions", dunque in tour andò la seconda squadra. Due vittorie con USA e Canada.

## Risultati principali
| Long Beach 10 maggio 1980 | Stati Uniti | 18 – 24 | Galles B |  |

| Burnaby 24 maggio 1980 | Canada | 7 – 24 | Galles B |  |